# 弗雷德里克·麦克沃伊
弗雷德里克·麦克沃伊（英語：Frederick McEvoy，1907年2月12日—1951年11月7日），英国男子雪车运动员。他曾代表英国参加1936年冬季奥林匹克运动会雪车比赛，获得男子四人铜牌和男子双人第四名。